# Grand Prix de Voleibol de 1997
O Grand Prix de Voleibol de 1997 foi a quinta edição do torneio feminino de voleibol organizado pela Federação Internacional, FIVB. Foi disputado por oito países entre 8 de agosto e 31 de agosto, pela primeira vez sem a participação do Brasil. A Fase Final foi realizada em Kobe, no Japão.

## Equipes participantes
Equipes que participaram da edição 1997 do Grand Prix:
- China
- Coreia do Sul
- Cuba
- Estados Unidos
- Países Baixos
- Itália
- Japão
- Rússia

## Primeira Rodada

### Grupo A - Macau
| Pos | Equipe         | Pts | V | D | SP | SC | SA    |
| --- | -------------- | --- | - | - | -- | -- | ----- |
| 1   | Rússia         | 6   | 3 | 0 | 9  | 1  | 9,000 |
| 2   | China          | 5   | 2 | 1 | 7  | 3  | 2,333 |
| 3   | Itália         | 4   | 1 | 2 | 3  | 8  | 0,375 |
| 4   | Estados Unidos | 3   | 0 | 3 | 2  | 9  | 0,222 |

PTS - pontos, J - jogos, V - vitórias, D - derrotas, SP - sets pró, SC - sets contra, SA - set average
| Data | Jogo   | Jogo | Jogo           | Parciais | Parciais | Parciais | Parciais | Parciais |
| Data | Jogo   | Jogo | Jogo           | 1        | 2        | 3        | 4        | 5        |
| ---- | ------ | ---- | -------------- | -------- | -------- | -------- | -------- | -------- |
| 8/08 | Rússia | 3-0  | Estados Unidos | 15-1     | 15-8     | 15-3     | -        | -        |
| 8/08 | China  | 3-0  | Itália         | 15-6     | 15-6     | 15-11    | -        | -        |
| 9/08 | Itália | 0-3  | Rússia         | 10-15    | 5-15     | 3-15     | -        | -        |
| 9/08 | China  | 3-0  | Estados Unidos | 15-0     | 15-7     | 15-4     | -        | -        |
| 9/08 | Itália | 3-2  | Estados Unidos | 14-16    | 15-6     | 15-13    | 12-15    | 15-7     |
| 9/08 | Rússia | 3-1  | China          | 15-10    | 10-15    | 15-9     | 15-13    | -        |

### Grupo B - Suwon
| Pos | Equipe        | Pts | V | D | SP | SC | SA    |
| --- | ------------- | --- | - | - | -- | -- | ----- |
| 1   | Coreia do Sul | 6   | 3 | 0 | 9  | 3  | 3,000 |
| 2   | Japão         | 5   | 2 | 1 | 6  | 5  | 1,200 |
| 3   | Cuba          | 4   | 1 | 2 | 6  | 8  | 0,750 |
| 4   | Países Baixos | 3   | 0 | 3 | 4  | 9  | 0,444 |

PTS - pontos, J - jogos, V - vitórias, D - derrotas, SP - sets pró, SC - sets contra, SA - set average
| Data  | Jogo          | Jogo | Jogo          | Parciais | Parciais | Parciais | Parciais | Parciais |
| Data  | Jogo          | Jogo | Jogo          | 1        | 2        | 3        | 4        | 5        |
| ----- | ------------- | ---- | ------------- | -------- | -------- | -------- | -------- | -------- |
| 8/08  | Coréia do Sul | 3-2  | Países Baixos | 13-15    | 15-4     | 15-13    | 10-15    | 15-10    |
| 8/08  | Cuba          | 2-3  | Japão         | 8-15     | 11-15    | 15-8     | 16-14    | 13-15    |
| 9/08  | Coréia do Sul | 3-0  | Japão         | 15-5     | 15-8     | 15-11    | -        | -        |
| 9/08  | Cuba          | 3-2  | Países Baixos | 15-13    | 7-15     | 15-11    | 15-17    | 15-11    |
| 10/08 | Países Baixos | 0-3  | Japão         | 2-15     | 11-15    | 9-15     | -        | -        |
| 10/08 | Coréia do Sul | 3-1  | Cuba          | 15-12    | 13-15    | 15-12    | 15-11    | -        |

## Segunda Rodada

### Grupo C - Taipei
| Pos | Equipe         | Pts | V | D | SP | SC | SA    |
| --- | -------------- | --- | - | - | -- | -- | ----- |
| 1   | Rússia         | 6   | 3 | 0 | 9  | 0  | MAX   |
| 2   | Coreia do Sul  | 5   | 2 | 1 | 6  | 3  | 2,000 |
| 3   | Países Baixos  | 4   | 1 | 2 | 3  | 6  | 0,500 |
| 4   | Estados Unidos | 3   | 0 | 3 | 0  | 9  | 0     |

PTS - pontos, J - jogos, V - vitórias, D - derrotas, SP - sets pró, SC - sets contra, SA - set average
| Data  | Jogo           | Jogo | Jogo           | Parciais | Parciais | Parciais | Parciais | Parciais |
| Data  | Jogo           | Jogo | Jogo           | 1        | 2        | 3        | 4        | 5        |
| ----- | -------------- | ---- | -------------- | -------- | -------- | -------- | -------- | -------- |
| 15/08 | Estados Unidos | 0-3  | Coreia do Sul  | 4-15     | 4-15     | 4-15     | -        | -        |
| 15/08 | Rússia         | 3-0  | Países Baixos  | 15-0     | 16-14    | 15-2     | -        | -        |
| 16/08 | Países Baixos  | 3-0  | Estados Unidos | 15-2     | 15-12    | 15-5     | -        | -        |
| 16/08 | Rússia         | 3-0  | Coreia do Sul  | 15-8     | 15-9     | 15-8     | -        | -        |
| 17/08 | Coreia do Sul  | 3-0  | Países Baixos  | 15-7     | 15-3     | 15-5     | -        | -        |
| 17/08 | Rússia         | 3-0  | Estados Unidos | 17-15    | 15-4     | 15-2     | -        | -        |

### Grupo D - Hong Kong
| Pos | Equipe | Pts | V | D | SP | SC | SA    |
| --- | ------ | --- | - | - | -- | -- | ----- |
| 1   | Cuba   | 6   | 3 | 0 | 9  | 1  | 9,000 |
| 2   | Itália | 5   | 2 | 1 | 6  | 5  | 1,200 |
| 3   | China  | 4   | 1 | 2 | 6  | 6  | 1,000 |
| 4   | Japão  | 3   | 0 | 3 | 0  | 9  | 0     |

PTS - pontos, J - jogos, V - vitórias, D - derrotas, SP - sets pró, SC - sets contra, SA - set average
| Data  | Jogo   | Jogo | Jogo   | Parciais | Parciais | Parciais | Parciais | Parciais |
| Data  | Jogo   | Jogo | Jogo   | 1        | 2        | 3        | 4        | 5        |
| ----- | ------ | ---- | ------ | -------- | -------- | -------- | -------- | -------- |
| 15/08 | Cuba   | 3-0  | Japão  | 15-3     | 15-4     | 15-6     | -        | -        |
| 15/08 | Itália | 3-2  | China  | 15-11    | 15-10    | 6-15     | 4-15     | 18-16    |
| 16/08 | Cuba   | 3-0  | Itália | 15-9     | 15-6     | 15-8     | -        | -        |
| 16/08 | China  | 3-0  | Japão  | 15-7     | 15-5     | 15-11    | -        | -        |
| 17/08 | Itália | 3-0  | Japão  | 15-2     | 15-10    | 15-6     | -        | -        |
| 17/08 | Cuba   | 3-1  | China  | 16-14    | 15-11    | 8-15     | 15-7     | -        |

## Terceira Rodada

### Grupo E - Gifu
| Pos | Equipe         | Pts | V | D | SP | SC | SA    |
| --- | -------------- | --- | - | - | -- | -- | ----- |
| 1   | Rússia         | 6   | 3 | 0 | 9  | 4  | 2,250 |
| 2   | Cuba           | 5   | 2 | 1 | 8  | 4  | 2,000 |
| 3   | Japão          | 4   | 1 | 2 | 5  | 8  | 0,625 |
| 4   | Estados Unidos | 3   | 0 | 3 | 3  | 9  | 0,333 |

PTS - pontos, J - jogos, V - vitórias, D - derrotas, SP - sets pró, SC - sets contra, SA - set average
| Data  | Jogo   | Jogo | Jogo           | Parciais | Parciais | Parciais | Parciais | Parciais |
| Data  | Jogo   | Jogo | Jogo           | 1        | 2        | 3        | 4        | 5        |
| ----- | ------ | ---- | -------------- | -------- | -------- | -------- | -------- | -------- |
| 22/08 | Cuba   | 2-3  | Rússia         | 16-14    | 16-14    | 8-15     | 12-15    | 12-15    |
| 22/08 | Japão  | 3-2  | Estados Unidos | 9-15     | 15-7     | 15-10    | 11-15    | 15-12    |
| 23/08 | Rússia | 3-1  | Japão          | 15-1     | 15-5     | 13-15    | 15-12    | -        |
| 23/08 | Cuba   | 3-0  | Estados Unidos | 15-4     | 16-14    | 15-4     | -        | -        |
| 24/08 | Rússia | 3-1  | Estados Unidos | 15-9     | 4-15     | 15-6     | 15-5     | -        |
| 24/08 | Cuba   | 3-1  | Japão          | 15-7     | 12-15    | 15-12    | 15-13    | -        |

### Grupo F -
| Pos | Equipe        | Pts | V | D | SP | SC | SA    |
| --- | ------------- | --- | - | - | -- | -- | ----- |
| 1   | China         | 6   | 3 | 0 | 9  | 3  | 3,000 |
| 2   | Coreia do Sul | 5   | 2 | 1 | 7  | 3  | 2,333 |
| 3   | Itália        | 4   | 1 | 2 | 6  | 8  | 0,750 |
| 4   | Países Baixos | 3   | 0 | 3 | 3  | 9  | 0,333 |

PTS - pontos, J - jogos, V - vitórias, D - derrotas, SP - sets pró, SC - sets contra, SA - set average
| Data  | Jogo          | Jogo | Jogo          | Parciais | Parciais | Parciais | Parciais | Parciais |
| Data  | Jogo          | Jogo | Jogo          | 1        | 2        | 3        | 4        | 5        |
| ----- | ------------- | ---- | ------------- | -------- | -------- | -------- | -------- | -------- |
| 22/08 | Coreía do Sul | 3-1  | Itália        | -        | -        | -        | -        | -        |
| 22/08 | China         | 3-0  | Países Baixos | -        | -        | -        | -        | -        |
| 23/08 | Coreia do Sul | 3-1  | Países Baixos | -        | -        | -        | -        | -        |
| 23/08 | China         | 3-2  | Itália        | -        | -        | -        | -        | -        |
| 24/08 | Itália        | 3-2  | Países Baixos | -        | -        | -        | -        | -        |
| 24/08 | China         | 3-1  | Coreia do Sul | -        | -        | -        | -        | -        |

## Classificação da Primeira Fase
|    | Equipes        | Pts | J | V | D | SP | SC | SA    |
| -- | -------------- | --- | - | - | - | -- | -- | ----- |
| 1. | Rússia         | 18  | 9 | 9 | 0 | 27 | 5  | 5,400 |
| 2. | Coreia do Sul  | 16  | 9 | 7 | 2 | 22 | 11 | 2,000 |
| 3. | Cuba           | 15  | 9 | 6 | 3 | 23 | 13 | 1,769 |
| 4. | China          | 15  | 9 | 6 | 3 | 22 | 12 | 1,833 |
| 5. | Itália         | 13  | 9 | 4 | 5 | 15 | 21 | 0,714 |
| 6. | Japão          | 12  | 9 | 3 | 6 | 11 | 22 | 0,500 |
| 7. | Países Baixos  | 10  | 9 | 1 | 8 | 10 | 24 | 0,417 |
| 8. | Estados Unidos | 9   | 9 | 0 | 9 | 5  | 27 | 0,185 |

## Fase final
A fase final do Grand Prix 1997 foi disputado na cidade de Kobe entre os dias 29 e 31 de agosto.
| Data  | Jogo          | Jogo | Jogo          | Parciais | Parciais | Parciais | Parciais | Parciais |
| Data  | Jogo          | Jogo | Jogo          | 1        | 2        | 3        | 4        | 5        |
| ----- | ------------- | ---- | ------------- | -------- | -------- | -------- | -------- | -------- |
| 29/08 | Cuba          | 3-1  | Coreia do Sul | 16-17    | 15-7     | 15-3     | 15-3     | -        |
| 29/08 | Rússia        | 3-0  | Japão         | 16-14    | 15-1     | 15-7     | -        | -        |
| 30/08 | Rússia        | 3-0  | Coreia do Sul | 15-4     | 15-9     | 17-15    | -        | -        |
| 30/08 | Cuba          | 3-0  | Japão         | 15-12    | 15-8     | 15-9     | -        | -        |
| 31/08 | Rússia        | 3-2  | Cuba          | 15-8     | 10-15    | 4-15     | 15-9     | 15-13    |
| 31/08 | Coreia do Sul | 3-1  | Japão         | 10-15    | 15-7     | 15-2     | 15-5     | -        |

| Pos | Equipe        | Pts | V | D | SP | SC | SA    |
| --- | ------------- | --- | - | - | -- | -- | ----- |
| 1   | Rússia        | 6   | 3 | 0 | 9  | 2  | 4,500 |
| 2   | Cuba          | 5   | 2 | 1 | 8  | 4  | 2,000 |
| 3   | Coreia do Sul | 4   | 1 | 2 | 4  | 7  | 0,571 |
| 4   | Japão         | 3   | 0 | 3 | 1  | 9  | 0,111 |

## Classificação Final
| #      | Equipe         |
| ------ | -------------- |
| Gold   | Rússia         |
| Silver | Cuba           |
| Bronze | Coreia do Sul  |
| 4.     | Japão          |
| 5.     | China          |
| 6.     | Itália         |
| 7.     | Países Baixos  |
| 8.     | Estados Unidos |